# Guler

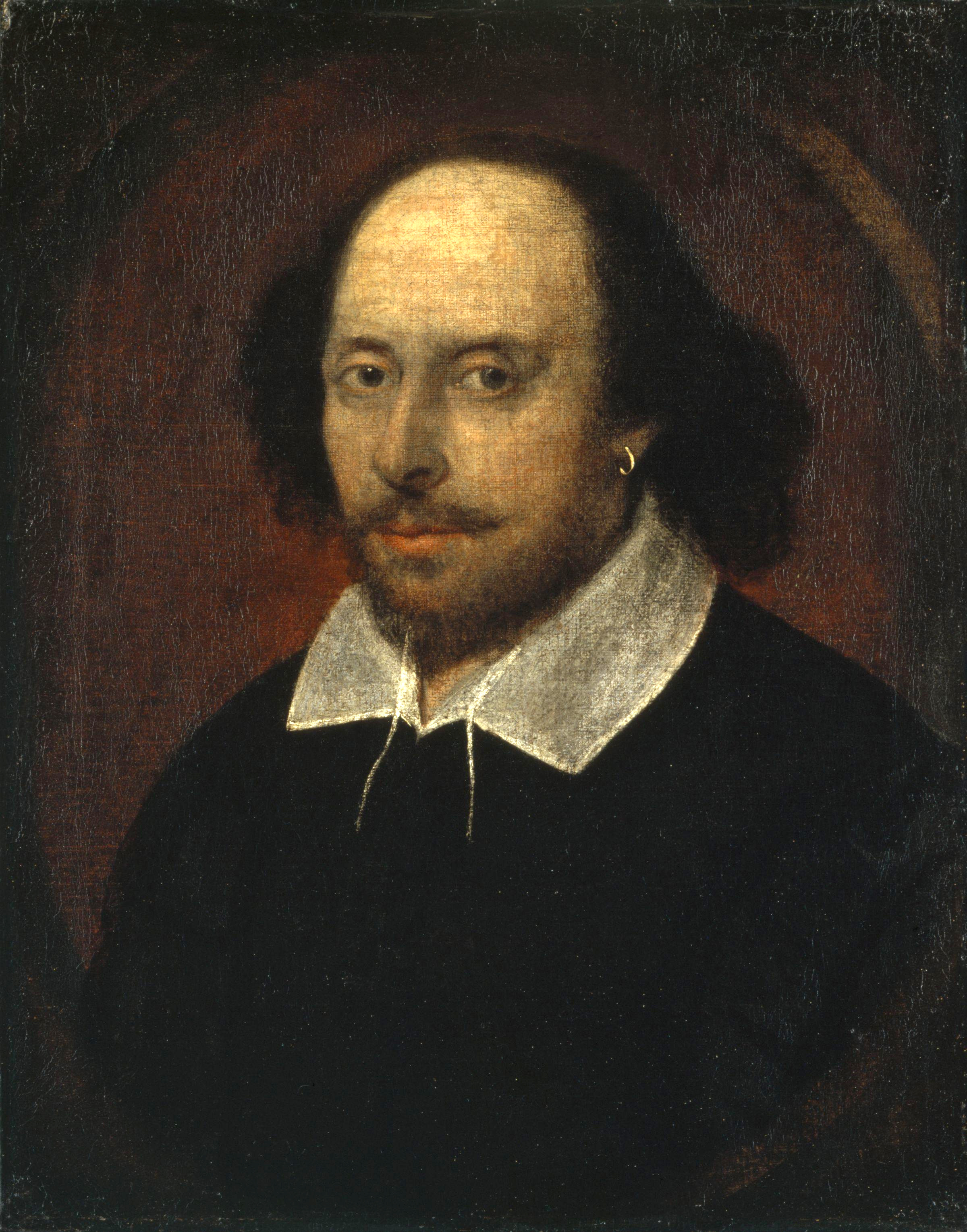
Un guler la gâtul lui William Shakespeare

Gulerul este aceea parte a unor obiecte de îmbrăcăminte care acoperă de jur-împrejur gâtul sau cu care se termină o haină la gât. 

## Galerie de imagini

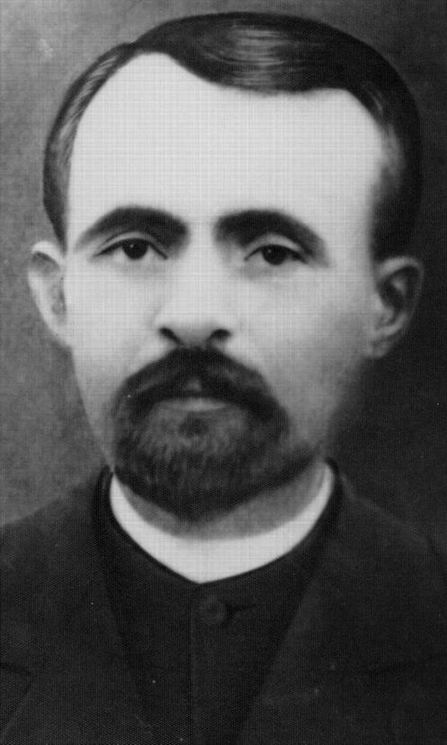
Guler alb purtat şi de preoţii greco-catolici din Romȃnia